# Маки, Сэйитиро
Сэйити́ро Маки (яп. 巻 誠一郎 Маки Сэйитиро:, ромадзи Seiichiro Maki; род. 7 августа 1980 или 8 августа 1980, Огава, Кумамото) — японский футболист, нападающий и капитан клуба «Роассо Кумамото».

## Биография
В команде «Университета Комадзава» Сэйитиро был очень заметным игроком, наряду с Масаки Фукаи из «Джеф Юнайтед», вследствие чего был отправлен на летнюю Универсиаду 2001 в Пекин в составе сборной Японии. В ходе победного турнира нападающий забил 3 мяча. Благодаря такому успеху Маки подписал контракт с профессиональным клубом «Джеф Юнайтед». Первые два года в новой команде нападающий выходил лишь на замену, но в 2005 году стал основным игроком команды, с которой стал чемпионом Японии в 2005 и 2006 годах. Сэйитиро так же попал в состав сборной Японии на Кубок мира по футболу в Германии, где сыграл неполный матч против команды Бразилии. «Джеф Юнайтед» опустился во вторую лигу спустя лишь три года после того, как стал чемпионом. Новый турнир уже не удовлетворял амбиций Маки, и он перебрался в пермский «Амкар» летом 2010 года, подписав контракт на 2 сезона. Футболист выбрал номер 9, принадлежавший ранее легенде клуба Константину Парамонову, чем вызвал недовольство части болельщиков клуба.
В 2010 году Сэйитиро сыграл в 9 матчах, в которых лишь 5 раз выходил в основном составе. Голов нападающему забить не удалось и на сборах команды, после чего было принято решение разорвать с ним контракт. В марте того же года появилась информация, что японец пополнил ряды «Луча-Энергии», но в команде он так и не появился.
31 марта 2011 года Маки подписал контракт с «Шэньчжэнь Руби», а уже 17 августа перешёл в «Токио Верди». 20 ноября того же года забил гол в ворота своего бывшего клуба — «Джеф Юнайтед».

## Стиль игры
Сэйитиро наиболее известен своим энтузиазмом, а также самоотверженностью: однажды Маки сделал дубль в матче, в котором ему разбили бровь. По словам самого форварда его сильная сторона — игра головой.

## Личная жизнь
Сэйитиро женился на японской актрисе Томоко Китагаве в июне 2007 года. Его младший брат Юки также играет в футбол (он выступает за «Нагоя Грампус)», а сестра форварда Карина играет в гандбол за клуб Omron в Японской высшей лиге.